# Cantorella
Cantorella és una àrea rural coneguda per contenir un jaciment arqueològic al terme municipal de Maldà (l'Urgell), inclòs a l'Inventari del Patrimoni Arqueològic i Paleontològic de Catalunya.
Es troba entre el mateix nucli urbà i el de Belianes (l'Urgell). La presència d'estructures d'emmagatzematge de tipus sitja i la realització de datacions relatives a partir del material ceràmic, han permès identificar dues fases d'ocupació: una primera del Neolític final i una segona corresponent al bronze inicial, aquesta relacionada amb la reutilització de cinc sitges com espais sepulcrals col·lectius.

## Contextualització i situació geogràfica
L'establiment se situa sobre una paleoterrassa quaternària de graves plistocenes, localitzat al marge esquerre del riu Corb. L'emplaçament, a uns 410 m sobre el nivell del mar, es configura com una plataforma de cim pla que s'aixeca poc més de 40 m sobre la llera del riu i que defineix part del tram central de l'actual vall del Corb. L'indret, de fet, assenyala el canvi orogràfic entre el pla i l'inici de les serres que delimiten l'àrea sud-oriental de la plana occidental catalana. Aquesta plataforma s'estén en direcció sud-est i es troba molt antropitzada a causa de la pràctica extensiva de cultius de secà, principalment d'ametllers i oliveres.
L'àrea arqueològica intervinguda es troba definida per la traça lineal del canal, un tram d'uns 360 m de llargada i entre 60 i 74 metres d'amplada. En aquest sentit, doncs, el coneixement que es té de l'assentament prehistòric es troba limitat exclusivament a aquesta franja de terreny. Tot i això, els investigadors creuen que s'estendria més enllà dels límits estrictes del canal. Dins d'aquesta àrea arqueològica les restes identificades del jaciment es focalitzen en dos punts centrals distanciats uns 200 m, que foren excavats en campanyes diferenciades: la primera entre els mesos de març i juny del 2010 i la segona entre setembre i desembre del 2011.

## Característiques generals i fases d'ocupació
El registre d'estructures excavades del jaciment assoleix les 244 fosses. Totes i cada una de les estructures documentades corresponen a estructures negatives, retalls excavats al subsòl geològic, amb morfologies i dimensions diverses. A causa de l'arrasament superficial no s'han pogut documentar l'existència d'estructures en positiu ni identificar amb exactitud els nivells de circulació. No obstant això, l'estat de conservació de les restes, com que estan en fosses segellades, és força bo. Totes les estructures excavades apareixen sobre un mateix pla horitzontal. L'únic indici físic materialitzat en l'assentament que mostra una dinàmica diacrònica, queda representat en la superposició que presenten algunes de les fosses, fent que algunes de les estructures en retallen d'altres.
El conjunt d'estructures arqueològiques excavades al jaciment de Cantorella responen a morfologies i dimensions diverses, cosa que ha permès determinar un seguit de possibles funcionalitats com les d'emmagatzematge, com a estructures de combustió o forns, petits forats de pal, etc. La distribució de les estructures deixa entreveure una certa organització de l'espai d'ocupació.
Els investigadors presenten dues fases d'ocupació en l'assentament: una primera situada al Neolític final i una segona situada durant el bronze inicial, el bronze ple regional. Aquests horitzons crono-culturals no es troben, ara per ara, associats a datacions radiocarbòniques que en precisin una cronologia amb dates calendàriques. Les fases cronològiques s'han establert a partir de les seqüències estratigràfiques i l'anàlisi de materials ceràmics, proposant una adscripció crono-cultural preliminar almenys de les estructures que presentaven restes ceràmiques en el seu rebliment.

## Registre material
L'estudi de la materialitat de l'assentament de Cantorella encara es troba en estat d'investigació. Tot i això hi ha gran quantitat de materials constructius, un conjunt significatiu de fragments ceràmics, indústria òssia (punxons, pinta dentada, un objecte identificat com a botó…), ornamentació de malacofauna (interpretats com a possibles penjolls), indústria lítica polida (molins i destrals), indústria lítica relacionada amb activitats de talla (puntes de sageta, fragments de fulles i de gabinets…), fragments de gresols metal·lúrgics i, per tant, una evidència d'una possible activitat de fosa.

### Ceràmica
A causa d'una absència de datacions de carboni 14, la ceràmica s'ha convertit en un element de datació relatiu dins de l'assentament de Cantorella. Del total de 244 estructures intervingudes, 124 contenen algun fragment de ceràmica. El material ceràmic recuperat en el rebliment de les estructures arqueològiques és, en general, força fragmentari. En qualsevol cas, les restes ceràmiques són prou significatives i definidores, ja que han estat utilitzades per determinar la cronologia de l'assentament, utilitzant mètodes comparatius amb altres assentaments de característiques similars de la zona de ponent de Catalunya.
A grans trets, al jaciment de Cantorella es documenta el predomini gairebé exclusiu de formes de ceràmiques simples, amb pastes grolleres i amb acabats exteriors generalment polits o brunyits. Entre els vasos de dimensions petites i mitjanes predominen els perfils hemisfèrics, subesfèrics i cilíndrics amb bases convexes. De forma singular apareix alguna peça que mostra una carena incipient. Per altra banda, entre els contenidors de dimensions més grans destaquen els perfils cilíndrics, juntament amb altres de dimensions semblants però amb un perfil ovoide, amb fons convexos i la presència residual d'alguna base plana.

## Enterraments
S'han localitzat un total de 6 sitges amb restes humanes, de les quals, 5 corresponen a enterraments col·lectius o múltiples una de les quals ha aportat només un crani aïllat. El nombre mínim d'individus per sitja és variable, entre els 3 i els 20 individus. Els enterraments corresponen a inhumacions successives, és a dir, enterraments progressius d'individus en un mateix espai al llarg d'un període.
Els investigadors afirmen que hi ha evidències antropològiques que podrien parlar d'alguns casos de sitges amb pràctiques d'inhumacions simultànies. Tot i això, no sembla que els enterraments segueixin cap patró sobre la posició dels morts. Els cossos s'han vist afectats per descomposicions pròpies d'espais al buit en totes les sitges, així com remocions antigues, desplaçaments i manipulacions de les restes enterrades, Amb representacions de tots els grups d'edat, tant d'individus masculins com femenins, sense cap presència de lesions perimortem en els individus.